# Parafia Wniebowzięcia Najświętszej Maryi Panny w Jaćmierzu
Parafia Wniebowzięcia Najświętszej Maryi Panny w Jaćmierzu – parafia rzymskokatolicka znajdująca się w archidiecezji przemyskiej w dekanacie Jaćmierz.
Erygowana w 1441. 
W 2 poł. XIX wieku prawo patronatu nad parafią wykonywał miejscowy dziedzic, Leon Grotowski (w 1874 parafia liczyła 2687 parafian).
Jest prowadzona przez księży archidiecezjalnych. Mieści się pod numerem 65.